# 比利亚科南西奥
比利亚科南西奥，是西班牙卡斯蒂利亚-莱昂帕伦西亚省的一个市镇。 总面积34平方公里，总人口86人（2001年），人口密度3人/平方公里。